# Idaea paraplesia
Idaea paraplesia är en fjärilsart som beskrevs av Louis Beethoven Prout 1916. Idaea paraplesia ingår i släktet Idaea och familjen mätare. Inga underarter finns listade i Catalogue of Life.